# Bubaris sosia
Bubaris sosia är en svampdjursart som beskrevs av Topsent 1904. Bubaris sosia ingår i släktet Bubaris och familjen Bubaridae. Inga underarter finns listade i Catalogue of Life.